# Dino Konjičanin
Dino Konjičanin ist ein bosnisch-herzegowinischer Handballschiedsrichter.
Gemeinsam mit seinem Bruder Amar bildet Konjičanin ein Schiedsrichtergespann. Zusammen leiteten sie Spiele bei der Weltmeisterschaft der Frauen 2021 in Spanien, bei der Weltmeisterschaft der Männer 2023 in Polen und Schweden, bei der U-21-Weltmeisterschaft 2023 in Deutschland und Griechenland, bei der Weltmeisterschaft der Frauen 2023 in Dänemark, Norwegen und Schweden sowie bei der Europameisterschaft der Männer 2024 in Deutschland. Zudem sind sie regelmäßig in der EHF Champions League und der EHF European League im Einsatz.
Konjičanin kommt aus Visoko.